# Djungelnatt
Djungelnatt är en roman av B. Traven, utgiven 1936. Tyskspråkiga originalets titel är Die Troza. Arne Holmström översatte romanen till svenska 1970. Romanen är den fjärde i "Djungel-serien", om de indianska mexikanerna under president Porfirio Diaz hårda regim. Direkt efter denna roman följde De hängdas revolution.

## Handling
Romanen tar vid direkt där Marschen till Caobans rike slutade och skildrar en grupp arbetare som precis anlänt till en så kallad monteria, ett avverkningsområde för mahognyträd. Villkoren för de indianska arbetarna är hårt men blir än värre då en ny regim under de brutala bröderna Montallero tillträder. Bröderna försöker i möjligaste mån pressa ut ännu mer av sina anställda. Själva verksamheten skildras med brett perspektiv och god blick för det större ekonomiska sammanhang i vilken denna verksamhet är en del.